# Liste in den Niederlanden vorhandener Dampflokomotiven
Dies ist eine Liste erhaltener Dampflokomotiven auf dem Gebiet der Niederlande. 

## Normalspur
| Foto                                                       | Nummer oder Name                                     | Bauart / Achsfolge | Hersteller                                                                              | Fabrik-nr. | Baujahr | Historie | Eigentümer / Betreiber / Strecke              | Standort                  | Bemerkungen                                                                  |
| ---------------------------------------------------------- | ---------------------------------------------------- | ------------------ | --------------------------------------------------------------------------------------- | ---------- | ------- | --- | --------------------------------------------- | ------------------------- | ---------------------------------------------------------------------------- |
|                                                            | SS 13                                                | 1'B                | Beyer-Peacock & Co                                                                      | 533        | 1864    | 1865: Maatschappij tot Exploitatie van Staatsspoorwegen (SS) 1921: Nederlandsche Spoorwegen (NS) | Stichting Het Nederlands Spoorwegmuseum (SpM) | Utrecht                   | Ausstellungsstück / Denkmallokomotive Älteste Lokomotive in den Niederlanden |
|                                                            | NS (HSM) 1010 (89) 'Nestor'                          | 1'B n2             | Borsig                                                                                  | 3730       | 1880    | Holländische Eisenbahn "NESTOR 89" / 1921 Niederländische Staatsbahn NS "1010" / 1934 ausgemustert Nederlandse Spoorweg Museum, Utrecht | Stichting Het Nederlands Spoorwegmuseum (SpM) | Utrecht                   | Ausstellungsstück / Denkmallokomotive                                        |
|                                                            | NS (SS) 1326 (326)                                   | 1'B                | Beyer-Peacock & Co                                                                      | 2101       | 1881    | 1881: Maatschappij tot Exploitatie van Staatsspoorwegen (SS) 1921: Nederlandsche Spoorwegen (NS) | Stichting Het Nederlands Spoorwegmuseum (SpM) | Utrecht                   | Ausstellungsstück / Denkmallokomotive                                        |
|                                                            | NRS 107                                              | 2'B                | Sharp, Stewart & Co.                                                                    | 3563       | 1881    | 1889: Nederlandsche Rhijnspoorweg Maatschappij (NRS) 1890: Maatschappij tot Exploitatie van Staatspoorwegen (SS) 1891: Hollandsche IJzeren Spoorweg-Maatschappij (HSM) 1921: Nederlandsche Spoorwegen (NS) | Stichting Het Nederlands Spoorwegmuseum (SpM) | Utrecht                   | Ausstellungsstück / Denkmallokomotive                                        |
|                                                            | NS (SS) 3737 (731)                                   | 2'C h4             | Werkspoor                                                                               | 272        | 1911    | | Stichting Het Nederlands Spoorwegmuseum (SpM) | Utrecht                   | Ausstellungsstück / Denkmallokomotive                                        |
|                                                            | HSM (HIJSM) 'De Arend'                               | 1' A 1'            | NS Zwolle                                                                               | 30         | 1938    | | Stichting Het Nederlands Spoorwegmuseum (SpM) | Utrecht                   | Betriebsfähig Replikat                                                       |
|                                                            | NS (HSM) 2104 (504)                                  | 2’B h2             | BMAG                                                                                    | 5304       | 1914    | Niederlande "504" (HSM) / 19xx Nederlands Spoorweg Museum, Utrecht "2104" (05.1989 vh) | Stichting Het Nederlands Spoorwegmuseum (SpM) | Utrecht                   | Ausstellungsstück / Denkmallokomotive                                        |
|                                                            | NS 6317                                              | 2’D2’ h4t          | BMAG                                                                                    | 10056      | 1931    | N. S. Niederlande "6317" / 19xx Nederlands Spoorweg Museum, Utrecht "6317" | Stichting Het Nederlands Spoorwegmuseum (SpM) | Utrecht                   | Ausstellungsstück / Denkmallokomotive                                        |
|                                                            | NS (WD) 5085 (73755) 'Longmoor'                      | 1'E                | North British Locomotive Co.                                                            | 25601      | 1945    | ex War Department (WD) - Longmoor Military Railway Corps | Stichting Het Nederlands Spoorwegmuseum (SpM) | Utrecht                   | Ausstellungsstück / Denkmallokomotive                                        |
|                                                            | RSTM 2                                               | B t                | Merryweather & Sons                                                                     | 110        | 1881    | ex Rijnlandsche Stoomtramweg-Maatschappij (RSTM) | Stichting Het Nederlands Spoorwegmuseum (SpM) | Utrecht Maliebaan         | Ausstellungsstück / Denkmallokomotive                                        |
|                                                            | Fours a Coke de Zeebrugge Nr. unbekannt              | C t                | Société Anonyme Usines Métallurgiques du Hainaut, Couillet (Charleroi)                  |            | 1928    | | Camping Land from the Sea                     | Wieringerwerf             | Ausstellungsstück / Denkmallokomotive                                        |
|                                                            | Jülicher Kreisbahn 1 „Änne“                          | B n2t              | Humboldt                                                                                | 735        | 1910    | Jülicher Kreisbahn "1" / 07.1963 ausgemustert / 22.03.1972 Privat, Denkmal, Otto Straznicky, Erftstadt-Köttingen "ÄNNE 1" / 1996 Stichting Spoorwegmaatschappij Zuid-Beverland "ÄNNE 1B" | Stichting Spoorweg-Maatschappi Zuid Beveland  | Kapelle                   | Ausstellungsstück / Denkmallokomotive                                        |
|                                                            | NS 8811 (WD 75024, Laura 12, LV13)                   | Cn2t               | Hudswell Clarke                                                                         | 1737       | 1943    | War Department (WD) - (Longmoor Military Railway), Nederlandse Spoorwegen (NS), Maatschappij tot Exploitatie der Steenkolenmijnen Laura & Vereeniging NV te Eygelshoven | Stoom Stichting Nederland                     | Rotterdam                 | Betriebsfähig                                                                |
|                                                            | DR 52 2551 DR 52 8053-2                              | 1’E h2             | Henschel und Sohn                                                                       | 27719      | 1943    | DR 52 2551 /DR / U 52 8053-2 z-gestellt 03.90 / 1991 VSM - Veluwsche Stoomtrein Maatschappij, Beekbergen „52 8053“ | Veluwsche Stoomtrein Maatschappij             | Apeldoorn                 | Betriebsfähig                                                                |
| Oosterhuizen_VSM_41_241-SSN_01_1075_goederen_(53983045424) | DB 41 241                                            | 1’D1’ h2           | Borsig                                                                                  | 14820      | 1939    | DR "41 241" / 1948 DB "41 241" "042 241" / 20.05.1977 ausgemustert, Bw Rheine / 1977 Verkehrsmuseum Nürnberg "41 241" / → Denkmal, Gelsenkirchen-Bismarck "41 241" / 1990 BSW-Gruppe Oberhausen "41 241" | Veluwsche Stoomtrein Maatschappij             | Apeldoorn                 | Betriebsfähig                                                                |
|                                                            | Kopalnia Wegla Kamiennego Tkp-5353                   | D h2t              | Fabryka Lokomotyw, Chrzanow                                                             | 5353       | 1960    | | Veluwsche Stoomtrein Maatschappij             | Beekbergen                | Im Depot                                                                     |
|                                                            | 'Bierut' steelworks, TKp-23 (TKp 4429)               | D h2t              | Fabryka Lokomotyw, Chrzanow                                                             | 4229       | 1957    | | Veluwsche Stoomtrein Maatschappij             | Beekbergen                | Im Depot                                                                     |
|                                                            | 44 1085 DB 043 085-0                                 | 1’E h3             | WLF                                                                                     | 9441       | 1941    | DR "44 1085" / 1949 DB "44 1085" / 27.10.1977 ausgemustert / 1979 Denkmal, Stollwerck, Köln-Porz "44 1085" (07.1979, 07.1998, 02.2003, 10.2004, 10.2006 vh) /10.2006 Veluwsche Stoomtrein Maatschappij VSM, Beekbergen "44 1085" | Veluwsche Stoomtrein Maatschappij             | Beekbergen                | Ausstellungsstück / Denkmallokomotive                                        |
|                                                            | DB 80 036                                            | C h2t              | Hohenzollern                                                                            | 4647       | 1928    | DR "80 036" /1949 DB "80 036" /24.12.1959 a, Bw Schweinfurt /1960 Klöckner Bergbau, Zeche Werne I/II, Werne "1" "11" /=> Zeche Königsborn 3/4, Bönen-Altenbögge "11" /=> Ruhrkohle AG, Zeche Werne "D-725" (11.1974 iE) → Ruhrkohle AG, Zeche Heinrich Robert, Hamm "D-725" +01.04.1976 /11.1976 Veluwsche Stoomtrein Maatschappij "VS 11" -> "80 036" | Veluwsche Stoomtrein Maatschappij             | Beekbergen                | zerlegt                                                                      |
|                                                            | DB 64 415                                            | 1’C1’ h2t          | Arnold Jung                                                                             | 7006       | 1936    | DR "64 415" /1949 DB "64 415" "064 415-3" /01.10.1974 z +05.12.1974 Bw Weiden /1975 Eisenbahn-Kurier, Freiburg /06.1976 Veluwsche Stoomtrein Maatschappij VSM, Dieren "5" | Veluwsche Stoomtrein Maatschappij             | Beekbergen                | Betriebsfähig                                                                |
|                                                            | DB 65 018                                            | 1’D2’ h2t          | Krauss-Maffei                                                                           | 17897      | 1956    | DB "65 018" "065 018" /19.04.1972 a, Bw Aschaffenburg /1975 Deutsches Dampflok-Museum, Neuenmarkt-Wiersberg "065 018" /1990 Stoom Stichting Nederland SSN, Rotterdam "065 018" | Veluwsche Stoomtrein Maatschappij             | Beekbergen                | Betriebsfähig                                                                |
|                                                            | 50 3666 ex DR 50 0073                                | 1’E h2             | Franco-Belge                                                                            | 2567       | 1943    | DR "50 2145" (1945 vh SBZ - Kolonne 6) /1949 DR "50 2145" "50 3666" /1992 Vennbahn, Raeren [B] "50 3666" /2006 Veluwsche Stoomtrein Maatschappij VSM, Apeldorn "50 0073" | Zuid Limburgse Stoomtrein Maatschappij (ZLSM) | Beekbergen                | Betriebsfähig                                                                |
|                                                            | DR 52 8091 ex DR 52 7223                             | 1’E h2             | WLF                                                                                     | 16676      | 1943    | DR "52 7223" (11.1945 vh SBZ) /1949 DR "52 7223" "52 8091" /1993 Royal-Erlebnisgastronomie, Aalen "52 8091" (Verkauf storniert) /02.1994 Brenzbahn Museumsverein e.V., Heidenheim "52 8091" /1997 Denkmal, Universität, Amsterdam "52 8091" (09.1998 vh Meiningen) /22.05.2004 Veluwsche Stoomtrein Maatschappij VSM, Beekbergen "52 8091" | Veluwsche Stoomtrein Maatschappij             | Beekbergen                | nicht im Einsatz                                                             |
|                                                            | DR 50 3564 (DRB) 50 307                              | 1’E h2             | WLF                                                                                     | 3317       | 1940    | DR "50 307" (11/45 vh SBZ - Kolonne 18) /1949 DR "50 307" "50 3564" /01.10.1992 z /12.1993 Veluwsche Stoomtrein Maatschappij VSM, Dieren "50 3564" | Veluwsche Stoomtrein Maatschappij             | Beekbergen                | Betriebsfähig                                                                |
|                                                            | DR 50 0002-1 / 50 3654 / 50 2621                     | 1’E h2             | BMAG                                                                                    | 11871      | 1942    | DR "50 2621" (11.1945 vh SBZ - Kolonne 22) / 1949 DR "50 2621" "50 3656" / 05.1992 Veluwsche Stoomtreinmaatschappij b.v., Appeldoorn "50 3654" | Veluwsche Stoomtrein Maatschappij             | Beekbergen                | Betriebsfähig                                                                |
|                                                            | DR 50 3681                                           | 1’E h2             | Henschel & Sohn                                                                         | 24730      | 1940    | DR 50 110 /DR /U 09.1961 50 3681-9 z11.08.87 /1993 VSM - Veluwsche Stoomtrein Maatschappij, Beekbergen "50 3681" | Veluwsche Stoomtrein Maatschappij             | Beekbergen                | Ausstellungsstück / Denkmallokomotive                                        |
|                                                            | DR 52 3879                                           | 1'E h2             | Krauss-Maffei                                                                           | 17075      | 1944    | DR, für "52 3879" (WLF FNr. 17322/1944) | Veluwsche Stoomtrein Maatschappij             | Beekbergen                | unbekannt                                                                    |
|                                                            | DB 23 071                                            | 1’C1’ h2           | Arnold Jung                                                                             | 12506      | 1956    | DB "23 071" "023 071-4" ausgemustert 22.10.1975 Bw Saarbrücken / 12.1977 Veluwsche Stoomtrein Maatschappij VSM, Dieren "23 071" | Veluwsche Stoomtrein Maatschappij             | Beekbergen                | Betriebsfähig                                                                |
|                                                            | DB 23 076                                            | 1’C1’ h2           | Arnold Jung                                                                             | 12511      | 1956    | DB "23 076" "023 076-3" +22.10.1975 Bw Saarbrücken /04.1977 Veluwsche Stoomtrein Maatschappij VSM, Dieren "23 076" | Veluwsche Stoomtrein Maatschappij             | Beekbergen                | Betriebsfähig                                                                |
|                                                            | DR 44 1593-1 / DR 44 1593                            | 1’E h3             | SACM                                                                                    | 7849       | 1943    | DR "44 1593" /DR "44 0593-2" -> "44 1593-1" z21.11.1991 (Rahmen von Fives-Lille FNr. 4979/1943) /12.1991 Eisenbahnfreunde Traditions-Bahnbetriebswerk Staßfurt e. V., Staßfurt /1997 VSM - Veluwsche Stoomtrein Maatschappij, Dieren (1998 iE) | Veluwsche Stoomtrein Maatschappij             | Beekbergen                | Betriebsfähig                                                                |
|                                                            | Bochum-Hoogovens (Krupp-Triebstoffwerk) 22 'Tom'     | C n2t              | Krupp                                                                                   | 2410       | 1940    | Krupp-Treibstoffwerk, Wanne-Eickel, Bochum-Riemke /19xx Zeche Hannover-Hannibal, Bochum-Hordel "22" /10.1974 Stommclub Hoogovens, Niederlande "22" /=> Corus Stoom Ijmuiden CSY "22" "TOM" | Hoogovens Stoom IJmuiden (HSIJ)               | Beverwijk                 | Betriebsfähig                                                                |
|                                                            | Bochum-Hoogovens (HOAG, Oberhausen) 57 'Bonne'       | D h2t              | MF Esslingen                                                                            | 4478       | 1943    | Haniel & Lueg, Düsseldorf, für kriegsbedingte Verwendung beschlagnahmt, an Gutehoffnungshütte HOAG, Oberhausen "57" /1970 Eisenbahn und Häfen GmbH EH, Duisburg "EH 057" /1972 Hoogovens Ijmuiden /1972 Koninklijke Nederlandse Staalfabrieken, Ijmuiden "7-76" (1984 iE) /=> Stoomclub Hoogovens "BONNE 57" /=> Corus Stoom Ijmuiden CSY "BONNE 57" | Hoogovens Stoom IJmuiden (HSIJ)               | Beverwijk                 | Betriebsfähig                                                                |
|                                                            | MBS (KPEV) 3 (1702) (6103)                           | C n2t              | Union                                                                                   | 844        | 1896    | KED Hannover "1702" / 1920 Kaliwerke Hansa, Wunstorf-Bokeloh / 1975 Museumslok des Eisenbahn-Kurier, Freiburg "89 7220" / 19xx Museum Buurt Spoorweg MBS, Enschede/NL | Museum Buurtspoorweg                          | Boekelo                   | Ausstellungsstück / Denkmallokomotive                                        |
|                                                            | MBS (Delmenhorst-Harpstedter Eisenbahn) 4 (353)      | C n2t              | Hanomag                                                                                 | 10431      | 1925    | Delmenhorst-Harpstedter Eisenbahn "4" "353" (04.05.1968 a) /1969 MBS - Museum Buurt Spoorweg, Enschede "4" | Museum Buurtspoorweg                          | Boekelo                   | Ausstellungsstück / Denkmallokomotive                                        |
|                                                            | DB 94 1640                                           | E h2t              | BMAG                                                                                    | 8206       | 1923    | DR "94 1640" /1949 DB "94 1640" /05.12.1974 a /09.02.1977 Denkmal, Willem Boye Weg, Gennep "94 1640" | Brabantweg                                    | Gennep                    | Ausstellungsstück / Denkmallokomotive                                        |
|                                                            | SGB (US Army) 4 (4389) 'Ing. H. F. Enter'            | C nt               | Davenport Locomotive Works                                                              | 2533       | 1943    | U.S. Army Transpotation Corps, Oranje Nasau Mijnen Heerlen | Stichting Stoomtrein Goes Borsele             | Goes                      | Betriebsfähig                                                                |
|                                                            | SGB (ONM) 3 (16) 'Bison'                             | C nt               | La Meuse                                                                                | 3292       | 1928    | ex Oranje Nasau Mijnen Heerlen | Stichting Stoomtrein Goes Borsele             | Goes                      | Betriebsfähig                                                                |
|                                                            | Wittouck                                             | B n2t              | Orenstein & Koppel                                                                      | 9511       | 1921    | Deutsche Erdöl Werke, Altenburg /1934 Hafenbahn Amsterdam /1938 Spoorwegbouwbedrijf, Utrecht /1950 Centrale Suiker Mij, Zuckerfabrik Breda - Wittouck "10" /1971 Stoomtrain Goes-Borsele, Bw Goes "Wittouck SGB 1" (04.1995 vh) /199x Denkmal, Firedepartment Visslingen | Stichting Stoomtrein Goes Borsele             | Goes                      | [ 74 ] [ 75 ]                                                                |
|                                                            | SGB 2 (6) 'Borsele'                                  | C n2t              | Krupp                                                                                   | 745        | 1924    | Krupp-Leihlok /20.11.1931 Laura & Vereeniging, Eygelshoven "9" /1973 Stoomtrain Goes-Borsele, Bw Goes "LAURA 6" "Borsele 2" | Stichting Stoomtrein Goes Borsele             | Goes                      | In Reparatur / Restaurierung                                                 |
|                                                            | South Chemie Sas van Ghent 2                         | B n2t              | John Cockerill (Seraing)                                                                | 3098       | 1926    | ex NV Zuid Chemie Sas van Gent | Museum Buurtspoorweg (MBS)                    | Haaksbergen               | Betriebsfähig                                                                |
|                                                            | Teutoburger Wald Eisenbahn 5 (152)                   | 1’C h2t            | Henschel & Sohn                                                                         | 20818      | 1927    | Teutoburger-Wald-Eisenbahn "19" -> "152" / 1956 Kleinbahn Kaldenkirchen-Brügge "152" /1959 Jülicher Kreisbahn "152" ausgemustert 01.09.1970 / 1972 MBS - Museum Buurt Spoorweg, Enschede "5" | Museum Buurtspoorweg (MBS)                    | Haaksbergen               | Betriebsfähig                                                                |
|                                                            | Metallurgie-Hoboken SA 6 (2003)                      | B n2t              | La Meuse                                                                                | 3176       | 1925    | ex Metallurgie Hoboken-Overpelt Olen | Museum Buurtspoorweg (MBS)                    | Haaksbergen               | Betriebsfähig                                                                |
|                                                            | NS 657 (170)                                         | B n2t              | Breda                                                                                   | 170        | 1901    | ex Staatsspoorwegen (SS) / Nederlandsche Spoorwegen (NS) | Museum Buurtspoorweg (MBS)                    | Haaksbergen               | Betriebsfähig                                                                |
|                                                            | Alusuisse Chippis 7853 'NAVIZENCE'                   | C n2t              | SLM                                                                                     | 2079       | 1910    | Aluminiumwerke Chippis "4" "NAVIZENCE" /1983-> Landesmuseum, Mannheim "8221" [D] /1996-> MBS - Museum Buurt Spoorweg, Haaksbergen "7853" | Museum Buurtspoorweg (MBS)                    | Haaksbergen               | Betriebsfähig                                                                |
|                                                            | Oranje Nassau Mijn ON14                              | C nt               | La Meuse                                                                                | 3052       | 1924    | | Nederlands Mijnmuseum                         | Heerlen                   | Ausstellungsstück / Denkmallokomotive                                        |
|                                                            | NS 7742 'Bello'                                      | C n2t              | BMAG                                                                                    | 5249       | 1914    | HSM "1046" /=> NS "7742" /1958 Denkmal, Bergen aan Zee /1978 Museum Stoomtram Hoorn-Medemnlik "7742" "BELLO" | Museumstoomtram Hoorn–Medemblik(SHM)          | Hoorn                     | Betriebsfähig                                                                |
|                                                            | HTM 8 'Ooievaar' (22)                                | B n2t              | Backer & Rueb / Breda                                                                   | 227        | 1904    | ex N.V. Haagsche Tramweg-Maatschappij (HTM) | Museumstoomtram Hoorn-Medemblik (SHM)         | Hoorn                     | Betriebsfähig                                                                |
|                                                            | 6513                                                 | B n2t              | Hohenzollern                                                                            | 413        | 1887    | Haas & Sohn, Neuhoffnungshütte, Sinn "II" (09.1973 vh) / 1976 Museumseisenbahn Aschaffenburg "II" / 1977 Stoomtram Hoorn-Medemblik, Niederlande "6503"" -> "6513" | Museumstoomtram Hoorn-Medemblik (SHM)         | Hoorn                     | Betriebsfähig                                                                |
|                                                            | NSMS 5 (1) 'ENKHUIZEN'                               | C n2t              | La Meuse                                                                                | 3252       | 1929    | ex Nederlandse Stikstof Maatschappij te Sluiskil (NSMS) | Museumstoomtram Hoorn-Medemblik (SHM)         | Hoorn                     | Betriebsfähig                                                                |
|                                                            | GKR 30 (25)                                          | B n2t              | Arnold Jung                                                                             | 1268       | 1908    | Gasanstalt Rotterdam - Gemeente Gasfabriek Kralingen, Rotterdam , für Gaswerk Keilehaven "25" -> "30" (Kessel Du Croo & Brauns FNr. 1147/1950) /1967 Tramweg Stichting /1972 Stoomtram Hoorn-Medemblik "30" "HOORN" | Museumstoomtram Hoorn-Medemblik (SHM)         | Hoorn                     | Betriebsfähig                                                                |
|                                                            | VCS (Gooische Stoomtram) 18 (14)                     | B n2t              | Henschel & Sohn                                                                         | 18776      | 1921    | Gooische Stoomtram "18" -> "14" /1937 Coöperative Beetwortelsuikerfabriek, Roosendaal /1967 Tramweg Stichting, s’Grafenhage "18" "LEEGHWATER" /1971 SHM - Stoomtram Hoorn-Medemblik, Horn "18" "LEEGHWATER" | Museumstoomtram Hoorn-Medemblik (SHM)         | Hoorn                     | Betriebsfähig                                                                |
|                                                            | LTM 21 (26)                                          | B h2t              | Hanomag                                                                                 | 9857       | 1922    | Limburgsche Tramweg-Maatschappij "21" "26" /1938 an Händler /19xx Stürzelberger Hütte Sachtleben AG, Neuss (Rahmen an Hanomag FNr. 9862) | Museumstoomtram Hoorn-Medemblik (SHM)         | Hoorn                     | Betriebsfähig                                                                |
|                                                            | SHM (VCS) 23 (3)                                     | B n2t              | Orenstein & Koppel                                                                      | 8319       | 1928    | Westfälische Eisen und Drahtwerke, Aplerbeck /1928 über Westfälische Lokfabrik Reuschling WLH (Händler), Hattingen, an Westlandsche Stoomtramweg Mij, Holland "23" /1940 Zuckerfabrik Zevenbergen /1970 Tramweg Stichtling, Museumsbahn Hoorn-Medemblik SHM "H.J.H. MODDERMAN" | Museumstoomtram Hoorn-Medemblik (SHM)         | Zwaag                     | Wartet auf Restaurierung / Reparatur                                         |
|                                                            | Georgsmarienhütte 16                                 | B n2t              | Arnold Jung                                                                             | 9846       | 1943    | Brinker Eisenwerke Langenhagen /1948 Georgsmarienhütten Eisenbahn GME "16" (10.1973 iE) /1978 Stoomtram Hoorn-Medemblik "16" "MEDEMBLIK" (08.2000, 12.2005 iE) | Museum Buurtspoorweg (MBS)                    | Haaksbergen               | Betriebsfähig                                                                |
|                                                            | 64                                                   | B n2t              | Henschel & Sohn                                                                         | 21765      | 1930    | Spoorijzer N.V., Spoorweg-Mat., Delft /19xx Anker, Maurik /1970 Privat, C.A. Heijkoop, Niewendijk "1" | Gelderse Smalspoor Stichting (GSS)            | Nieuwendijk               | unbekannt                                                                    |
|                                                            | DB 012 075-8 ex DR 01 1075                           | 2’C1’ h3           | BMAG                                                                                    | 11331      | 1940    | DR "01 1075" /1949 DB "01 1075" "012 075" /26.06.1975 a /12.03.1976 Stoom Stichting Nederland SSN, Rotterdam "01 1075" | Stoom Stichting Nederland                     | Rotterdam Noord Goederen  | Betriebsfähig                                                                |
|                                                            | DB 042 105 ex DR 41 105                              | 1’D1’ h2           | Krupp                                                                                   | 1927       | 1939    | DR "41 105" /1949 DB "41 105" "042 105" /03.11.1976 a, Bw Rheine /11.1976 Elektrizitätswerk, Vlissingen/NL (Hzl) /1980 Stoom Stichting Nederland SSN, Rotterdam "41 105" | Stoom Stichting Nederland                     | Rotterdam Noord Goederen  | Ausstellungsstück / Denkmallokomotive                                        |
|                                                            | DB 23 023                                            | 1’C1’ h2           | Arnold Jung                                                                             | 11478      | 1952    | DB "23 023" "023 023-5" +30.12.1975 /12.03.1976 Stoom Stichting Nederland SSN, Rotterdam "23 023" | Stoom Stichting Nederland                     | Rotterdam Noord Goederen  | Betriebsfähig                                                                |
|                                                            | DB 051 255-8 ex DR 50 1255                           | 1’E h2             | Arnold Jung                                                                             | 9283       | 1941    | DR "50 1255" /1949 DB "50 1255" "051 255-8" +21.02.1977 /12.1977 Stoom Stichting Nederland SSN, Rotterdam "50 1255" | Stoom Stichting Nederland                     | Rotterdam Noord Goederen  | unbekannt                                                                    |
|                                                            | NS 8826                                              | C n2t              | Hunslet                                                                                 | 3165       | 1944    | | Zuid-Limburgse Stoomtrein Maatschappij (ZLSM) | Simpelveld                | zerlegt                                                                      |
|                                                            | SJ E 1090                                            | D h2               | NOHAB                                                                                   | 966        | 1911    | | Zuid-Limburgse Stoomtrein Maatschappij (ZLSM) | Simpelveld                | In Reparatur                                                                 |
|                                                            | SJ B 1220                                            | 2’C h2             | NOHAB                                                                                   | 1015       | 1915    | | Zuid-Limburgse Stoomtrein Maatschappij (ZLSM) | Simpelveld                | Im Depot                                                                     |
|                                                            | SJ B 1289                                            | 2’C h2             | NOHAB                                                                                   | 1096       | 1916    | | Zuid-Limburgse Stoomtrein Maatschappij (ZLSM) | Simpelveld                | unbekannt                                                                    |
|                                                            | SJ E2 1040                                           | 1’D h2             | NOHAB                                                                                   | 939        | 1910    | | Zuid Limburgse Stoomtrein Maatschappij (ZLSM) | Simpelveld                | [ 127 ] [ 128 ] [ 129 ]                                                      |
|                                                            | DR 52 8160-5 ex DR 52 532                            | 1’E h2             | BMAG                                                                                    | 13099      | 1943    | DR "52 532" (1945 vh SBZ) /1945 UdSSR "TE-532" /1962 DR "52 532" "52 8160" /vorgesehen Royal-Erlebnis-Gastronomie GmbH, Aalen "52 8160" /12.1994 Veluwsche Stoomtrein Maatschappij VSM, Dieren "52 8160" "52 532" | Zuid Limburgse Stoomtrein Maatschappij (ZLSM) | Simpelveld                | In Reparatur                                                                 |
|                                                            | Chemische Fabrik Uetikon (Escher Wyss & Co) 3 'Anna' | B n2t              | Krauss (München)                                                                        | 7899       | 1921    | Escher, Wyss & Co., Zürich [CH] /1948 Chemische Fabrik Vetikon, Full [CH] "3" (1979 v/v) /19xx Privat, Prof. Frederich - TH Aachen, Institut für Schienenfahrzeugtechnik, Aachen | Zuid Limburgse Stoomtrein Maatschappij (ZLSM) | Simpelveld                | Betriebsfähig                                                                |
|                                                            | DR 52 8082 ex DR 52 5190                             | 1’E h2             | Oberschlesische Lokomotivwerke AG, Kattowitz, Werk Krenau / Fabryka Lokomotyw, Chrzanow | 1199       | 1943    | | Museumspoorlijn STAR                          | Stadskanaal               | Betriebsfähig                                                                |
|                                                            | DR 50 3645                                           | 1’E h2             | Deutsche Waffen- und Munitionsfabrik, Posen (DWM)                                       | 419        | 1942    | DR 50 2245 / DR 50 3645-4 + . .9 . / 1993-> Privat, Lüneburg für Salzwedel "50 3645" (1995 vh in Salzwedel) / 1995 Privat, Laudenbach "50 3645" / 1996 Eisenbahnfreunde Walburg "50 3645" (1996 lhw. vh, 1997, 1998 hinterstellt in Rommerode) / 2001 Eisenbahnfreunde Walburg "50 3645" | Museumspoorlijn STAR                          | Stadskanaal               | Im Depot                                                                     |
|                                                            | DR 52 8060-7 ex DR 52 3193                           | 1’E h2             | Arnold Jung                                                                             | 11204      | 1943    | DR "52 3193" /1949 DR "52 3193" "52 8060" /um 1983 Preß- und Stanzwerk Raguhn (Hzl, 04.1984 vh) /1987 BKW Profen (Hzl, lhw) /05.1993 Privat, P. Vedder, Celle, für Eisenbahnmuseum Staßfurt "52 8060" (Ersp) /1995 Privat, Jörn Müller, Walburg "52 8060" (02.1996, 09.1996, 10.1998 vh in Laudenbach) /2001 Eisenbahnfreunde Walburg "52 8060" (10.2001 vh) /2006 Veluwsche Stoomtrein Maatschappij VSM, Apeldorn | Museumspoorlijn STAR                          | Stadskanaal               | Betriebsfähig                                                                |
|                                                            | SZD TE-5933 ex DR 52 5933                            | 1’E h2             | BMAG                                                                                    | 12359      | 1943    | DR "52 5933" /1945 UdSSR "TE-5933" "1042 4182" (07.1992 vh in Bagrationowsk) /07.1994 nach Görlitz zur Aufarbeitung /1994 Vereinigung Historischer Lokomotiven, Mogelsberg [CH] "52 5933" (btrf, 04.2000 versteigert in Löbau) /04.2000 EBGO Eisenbahnbetriebsgesellschaft Oberelbe, Pirna "52 5933" /2000 Westfälische Almetalbahn WAB "9" /2006 S.T.A.R. - Stichting Staatskanal Rail | Museumspoorlijn STAR                          | Stadskanaal               | Betriebsfähig                                                                |
|                                                            | Van der Bergh & Jurgens 6326                         | B fl               | Orenstein & Koppel                                                                      | 6326       | 1913    | N.V. Ant. Jurgens Margarinefabriek, Oss /1929 Ver. Oliefabricken, Zwijndrecht /1975 Stoomtram Goes-Borssele, Goes /1978 Stoomstiching Nederland SSN, Rotterdam "3" | Museumspoorlijn STAR                          | Stadskanaal               | Betriebsfähig                                                                |
|                                                            | 1611 'Britta'                                        | 1'C1'h2            | Vagn & Maskinfabriken Falun (VMF)                                                       | 248        | 1917    | 1918 an Göteborg–Borås Järnväg (GBJ) geliefert, 1937 von Borås–Alvesta Järnväg (BAJ) erworben, mit Verstaatlichung der BAJ 1940 von SJ als SJ S4 1611 übernommen, 1947 in SJ S6 1611 umgezeichnet, als Bereitschaftslokomotive 1960 in Borås hinterstellt, 1970 ausgemustert und 1972 an Helsingborgs Veteranjärnväg wieder als GBJ S 23 abgegeben. Von 1973 bis 1985 eingesetzt und 1980 von Klippan–Ljungbyheds Järnväg übernommen. 1993 an Angelner Dampfeisenbahn verkauft. 2002 an Museumspoorlijn STAR in die Niederlande abgegeben, dort als Britta abgestellt. | Museumspoorlijn STAR                          | Stadskanaal               | seit 2014 in Aufarbeitung                                                    |
|                                                            | -                                                    | B fl               | Krupp                                                                                   | 2298       | 1951    | van den Bergh’s, Kleve /=> Union Deutsche Lebensmittel-Werke, Kleve /1982 Technikmuseum Mühlenhof GmbH, Kalkar-Niederörmter (1991 vh) /199x E. Noordgraaf, Schrotthandel, Apeldoorn /01.2000 Denkmal, Bahnhof Hulshorst | unbekannt                                     | Denkmal Bahnhof Hulshorst | unbekannt                                                                    |
|                                                            | DR 52 8139 (ex DR 52 3209)                           | 1’E h2             | Arnold Jung                                                                             | 11220      | 1943    | DR "52 3209" /1949 DR "52 3209" "52 8139" /16.04.1987 z /12.1991 Veluwsche Stoomtrein Maatschappij VSM, Dieren "52 8139" | Veluwse Steam Train Company                   | Utrecht                   | Betriebsfähig                                                                |
|                                                            | DR 52 8010 ex DR 52.7172                             | 1’E h2             | WLF                                                                                     | 16625      | 1943    | DR "52 7172" /1949 DR "52 7172" "52 8010" (10.1992 vh Meiningen) /1992 Royal-Erlebnis-Gastronomie, Aalen "52 8010" (Verkauf 1994 storniert, a in Zittau) /1995 Pfalzbahn e.V., Worms "52 8010" /1996 Veluwsche Stoomtrein Maatschappij VSM, Dieren "52 8010" | Veluwse Stoomtrein Maatschappij               | Utrecht                   | unbekannt                                                                    |
|                                                            | Taty                                                 | B                  | Forges Usines et Fonderies Haine-Saint-Pierre (FUF)                                     |            | 1908    | ex Stoomtrein Dendermonde-Puurs |                                               | Wieringerwerf             | [ 153 ]                                                                      |
|                                                            | Lokomotive 7                                         | D                  | Humboldt                                                                                | 1052       | 1914    | Köln-Frechen-Benzelrather Eisenbahn, Köln; Kölner Eisenbahn-Club (1969); Museumseisenbahn Paderborn, Paderborn (1969); Eisenbahnfreunde Flügelrad Oberberg (1986) (Eisenbahnmuseum Dieringhausen) | Marrumer IJzeren Spoorweg Maatschappij        | Marrum                    | Ausstellungsstück / Denkmallokomotive                                        |

## Schmalspur 1067 mm
| Foto | Nummer oder Name         | Bauart / Achsfolge | Hersteller               | Fabrik-nr. | Baujahr | Historie | Eigentümer / Betreiber / Strecke                          | Standort | Bemerkungen                           |
| ---- | ------------------------ | ------------------ | ------------------------ | ---------- | ------- | --- | --------------------------------------------------------- | -------- | ------------------------------------- |
|      | RTM 37 'Backertje'       | 0-6-0WT            | RTM                      |            |         | | De Stichting v/h Rotterdamsche Tramweg Maatschappij (RTM) | Ouddorp  | In Herstellung                        |
|      | RTM 50                   | C t                | Henschel & Sohn (Kassel) | 11722      | 1913    | Rotterdamsche Tram Mij "50" /1966 RTM - Rotterdammsche Tramweg Matschappij, Hellevoetsluis/Grevelingen /1989 RTM Ouddorp ZH „50“                                       | De Stichting v/h Rotterdamsche Tramweg Maatschappij (RTM) | Ouddorp  | Betriebsfähig                         |
|      | RTM 54                   | C t                | Orenstein & Koppel       | 8065       | 1915    | Rotterdamsche Tramweg Mij. "54" /19xx Rotterdamsche Tramweg Museum RTM, Hellevoetsluis/Grevelingen "54" (1975 vh) /=> Rotterdamsche Tramweg Museum RTM, Ouddorp        | De Stichting v/h Rotterdamsche Tramweg Maatschappij (RTM) | Ouddorp  | Betriebsfähig                         |
|      | RTM 56                   | C n2t              | Orenstein & Koppel       | 9193       | 1920    | Rotterdamsche Tramweg Maatschappij "56" /19xx Rotterdamsche Tramweg Maatschappij, Hellevoetsluis/Grevelingen (1975 vh) /=> Rotterdamsche Tramweg Maatschappij, Ouddorp | De Stichting v/h Rotterdamsche Tramweg Maatschappij (RTM) | Ouddorp  | Betriebsfähig                         |
|      | RTM 57                   | C n2t              | Orenstein & Koppel       | 9194       | 1920    | Rotterdamsche Tramweg Maatschappij "57" /19xx Nederlands Spoorweg Museum NSM, Utrecht "57"                                                                             | De Stichting v/h Rotterdamsche Tramweg Maatschappij (RTM) | Ouddorp  | Ausstellungsstück / Denkmallokomotive |
|      | SS (PJKA) 1622 (CC50.22) | (1'C) C            | Werkspoor                | 573        | 1928    | 1928: Staatsspoorwegen op Java (SSJ) 1945: Djawatan Kereta Api (DKA)                                                                                                   | Nederlands Spoorwegmuseum                                 | Utrecht  | Ausstellungsstück / Denkmallokomotive |

## Schmalspur 1000 mm
| Foto | Nummer oder Name                                         | Bauart / Achsfolge | Hersteller               | Fabrik-nr. | Baujahr | Historie | Eigentümer / Betreiber / Strecke | Standort   | Bemerkungen                           |
| ---- | -------------------------------------------------------- | ------------------ | ------------------------ | ---------- | ------- | --- | -------------------------------- | ---------- | ------------------------------------- |
|      | Franzburger Kreisbahnen 5i, DR 99 5606                   | 0-4-0 T / B n2t    | Vulcan Stettin           | 1379       | 1893    | Lenz & Co. für Franzburger Kreisbahnen "5i" / PLB "123" / 12.12.1949 DR "99 5606" / 10.04.1968 ausgemustert / 1972 Denkmal, Fa. Ernst Paul Lehmann-Patentwerk, Nürnberg / 05.2008 verkauft an Privat, Schwäbisch Gmünd / 08.07.2009 Denkmal – Privat, Wolfrad Bächle, Schwäbisch Gmünd / 2016 Privat, Wim Pater, Winschoten           | Wim Pater                        | Veendam    | Ausstellungsstück / Denkmallokomotive |
|      | Virkkala-Ojamo Rautatie 3                                | D n2t              | Krauss (München)         | 7558       | 1918    | Pionierpark Rehagen-Klausdorf „87“, an Demobil-Lager Parchim / Westdeutsche Eisenbahn-Gesellschaft „14g“ (offensichtlich kein Einsatz) / 1924 Virkkala-Ojamo Railway „3“ (1971 ausgemustert) / 1971 Denkmal, Virkkala [FIN] / 1990 Denkmal, Haapamäki Locomotive Park, Haapamäki [FIN] „3“ / 05.11.2016 Privat, Wim Pater, Winschoten | Privat                           | Veendam    | Im Depot                              |
|      | Kleinbahn Selters-Hachenburg 2; Nassauische Kleinbahn 16 | C n2t              | Henschel & Sohn (Kassel) | 5575       | 1900    | Kleinbahn Selters-Hachenburg „2“ / 1957 Nassauische Kleinbahn „16“ / 1962 Schrotthandel Schuy, Limburg / 1971 Interessengemeinschaft Historischer Schienenverkehr, Selfkantbahn / 13.07.1981 Denkmal, Nastätten „16“/ 19.07.2017 Privat, Wim Pater - Kleinbaan Service b.v., Winschoten                                               | Wim Pater                        | Winschoten | In Reparatur / Restaurierung          |

## Schmalspur 900 mm
| Foto | Nummer oder Name                                    | Bauart / Achsfolge | Hersteller              | Fabrik-nr. | Baujahr | Historie | Eigentümer / Betreiber / Strecke | Standort   | Bemerkungen                           |
| ---- | --------------------------------------------------- | ------------------ | ----------------------- | ---------- | ------- | --- | -------------------------------- | ---------- | ------------------------------------- |
|      | Ponts Tunnels & Terrassements (Grün & Bilfinger) 10 | B n2t              | Maffei                  | 2933       | 1910    | Leipziger & Co., Köln, für Grün & Bilfinger /19xx Ponts & Tunnels, Brüssel [B] /1991 Nederlandse Smalspoor Stichting NSS, Katwijk "10" /1992 Nederlandse Smalspoor Stichting NSS, Valkenburg "10"              | Stoomtrein Katwijk Leiden        | Valkenburg | Ausstellungsstück / Denkmallokomotive |
|      | Aannemersbedrijf Broekhoven 50                      | B n2t              | Orenstein & Koppel      | 12788      | 1936    | J.P. Broekhoven, Bauunternehmung, Nijmegen "50" /1970 Neve Zeeland NB /1980 Kemp, Pijnakker (1988 vh) /1989 Nederlandse Smalspoor Stichting NSS, Katwijk /1992 Nederlandse Smalspoor Stichting NSS, Valkenburg | Stoomtrein Katwijk Leiden        | Valkenburg | Ausstellungsstück / Denkmallokomotive |
|      | SVM (Broekhoven) 63                                 | B t                | Orenstein & Koppel      | 12789      | 1936    | J.P. Broekhovenv, Bauunternehmung, Nijmegen "63" /1979 Snoeim Werkendam /1981 Van Delft, Elshout (1984 vh) /06.2020 Nederlandse Smalspoor Stichting NSS, Valkenburg                                            | Stoomtrein Katwijk Leiden        | Valkenburg | Im Depot                              |
|      | Aannemersbedrijf Dirk Verstoep 3 (DV3)              | B t                | Hohenzollern            | 4390       | 1924    | / Aannemersbedrijf Contractor Dirk Verstoep, Gouderak "3" (1983 vh) /1988 Nederlandse Smalspoor Stichting NSS, Katwijk /1992 Nederlandse Smalspoor Stichting NSS, Valkenburg "3                                | Stoomtrein Katwijk Leiden        | Valkenburg | Ausstellungsstück / Denkmallokomotive |
|      | Aannemersbedrijf Zanen-Verstoep 9                   | B n2t              | Linke-Hofmann (Breslau) | 2174       | 1920    | Zanen & Verstoop, Ammerstol /1988 NSS Katwijk /1992 NSS Valkenburg | Stoomtrein Katwijk Leiden        | Valkenburg | Ausstellungsstück / Denkmallokomotive |
|      | Josef Ell, Heidelberg 63                            | B n2t              | Orenstein & Koppel      | 4126       | 1910    | Josef Ell, Heidelberg / 19xx Broekhoven, Zeist / 19xx Van Delft, Elshout (1984 vh) / 1988 Nederlandse Smalspoor Stichting NSS                                                                                  | Stoomtrein Katwijk Leiden        | Valkenburg | Ausstellungsstück / Denkmallokomotive |

## Schmalspur 830 mm
| Foto | Nummer oder Name                                 | Bauart / Achsfolge | Hersteller | Fabrik-nr. | Baujahr | Historie                                                                                                 | Eigentümer / Betreiber / Strecke | Standort   | Bemerkungen                                                         |
| ---- | ------------------------------------------------ | ------------------ | ---------- | ---------- | ------- | --- | -------------------------------- | ---------- | ------------------------------------------------------------------- |
|      | Georgsmarienhütte2, Stoomtrein Katwijk Leiden 12 | 0-4-0WT / B n2t    | Hanomag    |            | 1900    | Georgsmarienhütte "2" / 1972 Schrotthandel, Vechta / 197x NSS Stichting Stoomcentrum Zeeland, Valkenburg | Stoomtrein Katwijk Leiden        | Valkenburg | Ausstellungsstück / Denkmallokomotive Lok trägt Schild 10664 / 1929 |

## Schmalspur 750 mm
| Foto | Nummer oder Name                            | Bauart / Achsfolge | Hersteller               | Fabrik-nr. | Baujahr | Historie | Eigentümer / Betreiber / Strecke | Standort   | Bemerkungen                           |
| ---- | ------------------------------------------- | ------------------ | ------------------------ | ---------- | ------- | --- | -------------------------------- | ---------- | ------------------------------------- |
|      | SS 13 'Silvolde'                            | B n2t              | Backer & Rueb            | 182        | 1900    | ex Gelderse Tramweg Maatschappij (GTM) | Stoomtrein Katwijk Leiden        | Valkenburg | Ausstellungsstück / Denkmallokomotive |
|      | Zutphem-Emmerich Tramway Co. 607 'Vrijland' | B n2t              | Henschel & Sohn (Kassel) | 6848       | 1904    | St. Tram Zutphen-Emmerik "7" /1934 Geldersche Tramwegen Doetinchem ZE "607" "VRIJLAND" +1957 /1954 Nederlands Spoorweg Museum, Utrecht "607" /.... NSS, Valkenburg | Stoomtrein Katwijk Leiden        | Valkenburg | In Reparatur / Restaurierung          |

## Schmalspur 700 mm
| Foto | Nummer oder Name                             | Bauart / Achsfolge | Hersteller               | Fabrik-nr. | Baujahr | Historie | Eigentümer / Betreiber / Strecke                     | Standort          | Bemerkungen |
| ---- | -------------------------------------------- | ------------------ | ------------------------ | ---------- | ------- | --- | ---------------------------------------------------- | ----------------- | --- |
|      | Donon Line 7                                 | C n2t              | Orenstein & Koppel       | 8293       | 1916    | Betriebsleitung der Dononbahn, Schirmeck/Elsass / 19xx Lambert Freres, Cormeille-en-Parisis [F] (1982 vh) "7" / 1982 Nederlandse Smalspoor Stichting NSS, Katwijk | Stoomtrein Katwijk Leiden                            | Valkenburg        | In Reparatur / Restaurierung                                                                                       |
|      | Ouwerkerk & Plug 8                           | B n2t              | Henschel & Sohn (Kassel) | 21147      | 1928    | Spoorijzer, Delft , für Van Wijck´s Waalsteen Heteren / 1953 Steenfabriek De Lunenburgerwaard, Wijk bij Duurstede / 1968 Huiskes Bostel / 1969 Neve Zeeland NB /1972 F.T. Ouwerkerk, Nieuwegeln / 1985 NSS - Nederlandse Smalspoor Stichting, Katwijk                                     | Stoomtrein Katwijk Leiden                            | Valkenburg        | Betriebsfähig |
|      | Stoomloc 6, IJsseloord                       | B n2t              | Orenstein & Koppel       | 11735      | 1928    | NV Steenfabrik Ijsseloord, Arnhem / 1976 Nederlandse Smalspoor Stichting NSS, Katwijk | Stoomtrein Katwijk Leiden                            | Valkenburg        | Betriebsfähig |
|      | Aannemersbedrijf Broekhoven 11               | B n2t              | Orenstein & Koppel       | 11591      | 1928    | O&K Lager Amsterdam, an Steenfabriek De Bouwkamp, Erlecom / 1967 Zeve Zeeland NB / 1972 Broekhoven, Zeist / 1991 Nederlandse Smalspoor Stichting NSS, Katwijk | Stoomtrein Katwijk Leiden                            | Valkenburg        | Im Depot |
|      | Stoomloc Soemberhardjo 9                     | D n2t              | Du Croo & Brauns         | 81         | 1925    | ex Suikerfabriek Klampok (Indonesien) | Stoomtrein Katwijk Leiden                            | Katwijk           | [ 210 ] [ 211 ] |
|      | Stoomloc Pesantren Baroe 214                 | B’B Mallet         | Du Croo & Brauns         | 159        | 1928    | ex Suikerfabriek Koenir | Stoomtrein Katwijk Leiden                            | Katwijk           | [ 212 ] [ 213 ] |
|      | Steenfabrik (Volker & van Heurne) 2 „Yvonne“ | B n2t              | Maffei                   | 4096       | 1921    | Du Croo en Brauns, Amsterdam nach Weesp / 1921 Volker en Van Heurne, Goes / 19xx Spoorijzer, Delft / 1935 Ziegelei Terwindt, Arnhem / 1949 Steenfabriek 'Malburgen', Arnhem / 1972 Nederlandse Smalspoor Stichting NSS, Katwijk                                                           | Stoomtrein Katwijk Leiden                            | Valkenburg        | Ausstellungsstück / Denkmallokomotive                                                                              |
|      | Spoorijzer 61                                | B n2t              | Orenstein & Koppel       | 12437      | 1933    | N.V. Spoorijzer, Delft /1968 Neve Zeeland NB /1972 Esser Maarssen /1986 Nederlandse Smalspoor Stichting NSS, Katwijk /1992 Nederlandse Smalspoor Stichting NSS, Valkenburg | Stoomtrein Katwijk Leiden                            | Valkenburg        | Ausstellungsstück / Denkmallokomotive                                                                              |
|      | Lambert Freres 16                            | B n2t              | ČKD                      | 1904       | 1940    | F. Marahrens Nachf. KG, Hambühren / 19xx Lambert Freres [F] "7" (700 mm) / 1988 Nederlandse Smalspoor Stichting NSS, Valkenburg ZH "16" | Stoomtrein Katwijk Leiden                            | Valkenburg        | Im Depot |
|      | 1 „Marijnke“                                 | B n2t              | Orenstein & Koppel       | 11684      | 1928    | O&K Lager Amsterdam / H.W.Klos, Baarn, P.C. Zanen / 19xx Ilseder Schlackenverwertung, Dr. Schmidt KG, Groß Bülten "6" / 1956 Steensma, Lemmer, Niederlande / 19xx Schrotthändler P. C. Zaane, Heemstede / 1970 Motormuseum Leidschendam                                                   | Stoomtrein Katwijk Leiden                            | Valkenburg        | Betriebsfähig |
|      | Steenfabrik Ijsseloord 6                     | B t                | Orenstein & Koppel       | 12870      | 1937    | O&K Filiale Amsterdam /1937 Rodvoet Ziegelwerke, Maurik /1970 Ouwerkerk/Plug Nieuwegein /1972 Museum Neve Zeeland, Vreeswijk (1982 vh) /1983 nach Deutschland | Stoomtrein Katwijk Leiden                            | Valkenburg        | Ausstellungsstück / Denkmallokomotive Eventuell identisch mit 11735 / 1928? Tauschkessel auf neueren Rahmen 12870? |
|      | Steenfabrik DeRoodvoet 4 „K.A.Neve“          | B n2t              | Orenstein & Koppel       | 12974      | 1936    | N.V. Spoorijzer, Delft / 19xx Steenfabrik Roodwoet, Maurik / 1972 Ballast Nedam Amstelveen / 1975 Nederlandse Smalspoor Stichting NSS, Katwijk | Stoomtrein Katwijk Leiden                            | Valkenburg        | BetriebsfähigLt. Merte ursprünglich 600 mm                                                                         |
|      | Aannemersbedrijf Groot 5 „Sandra“            | B n2t              | Orenstein & Koppel       | 10145      | 1922    | Du Croo & Brauns, Amsterdam / 1929 Groot, Woude / 1971 Denkmal, Bf Purmerend / 1981 leihweise Nederlandse Smalspoor Stichting NSS, Katwijk / 2015 Kauf | Stoomtrein Katwijk Leiden                            | Valkenburg        | Betriebsfähig |
|      | EDS (Municipal Works, Arnhem) „Hoogeveen“    | B n2t              | Orenstein & Koppel       | 11648      | 1928    | O&K Lager Amsterdam, an Gemeentewerken Arnhem / 1955 Steenfabriek De Bouwkamp, Erlecom / 1973 Dolfinarium Harderwijk / 1984 Nationaal Veenpark-Museum, Barger-Compascuum | Eerste Drentse vereniging van Stoomliefhebbers (EDS) | Barger Compascuum | Betriebsfähig |
|      | EDS (Spoorijzer NV) „Yvonne“                 | B n2t              | Orenstein & Koppel       | 12246      | 1933    | N.V. Spoorijzer, Delft / 19xx Steenfabriek De Roodvoet Rijswijk / 19xx Dolfinarium, Harderwijk (1972 vh) / 1984 ´t Aole Compas, Barger Compascuum / 19xx Nationaal Veenpark-Museum, Barger-Compascuum „YVONNE“ (1998 dort vorhanden.) ó Zuckerfabrik Tulangan [Java] "2" Spurweite 600 mm | Eerste Drentse vereniging van Stoomliefhebbers (EDS) | Barger Compascuum | Ausstellungsstück / Denkmallokomotive                                                                              |

## Schmalspur 600 mm
| Foto | Nummer oder Name                              | Bauart / Achsfolge | Hersteller               | Fabrik-nr. | Baujahr | Historie | Eigentümer / Betreiber / Strecke                             | Standort            | Bemerkungen                           |
| ---- | --------------------------------------------- | ------------------ | ------------------------ | ---------- | ------- | --- | ------------------------------------------------------------ | ------------------- | ------------------------------------- |
|      | Sena Sugar Estates (Heeresfeldbahn) 9 (HF497) | D n2t              | Henschel & Sohn (Kassel) | 13778      | 1915    | Deutsche Feldbahn, Depot I. Brigade Berlin "497" / 192x: Sena Sugar Estates, Zuckerplantage Marromeu "9" [Mocambique] / 1998 Privatsammlung, Warwickshire [GB]                                                                        | Decauville Spoorweg Museum, Harskamp (seit 2014 geschlossen) | seit 2020 unbekannt | Denkmallok Brigadelok                 |
|      | Stoomloc 1990                                 | D n2t              | BMAG                     | 6728       | 1918    | Deutsche Feldbahn "1990" / 19xx Sena Sugar Estates, Zuckerplantage Marromeu, Mocambique "7" / 1998 Privatsammlung, Peter Court, Warwickshire [GB] "7" / 10.2013 Nederlandse Smalspoor Stichting NSS, Valkenburg Spurweite: 600 mm     | Stoomtrein Katwijk Leiden                                    | -                   | Brigadelok                            |
|      | „Trijntje“                                    | B n2t              | Alan Keef                | 38         | 1990    | | Efteling Stoomtrein Maatschappij                             | Kaatsheuvel         | Betriebsfähig                         |
|      | Royal Dutch Yeast & Spirit Company „Neefje“   | B fl -> B n2t      | Henschel & Sohn (Kassel) | 13067      | 1914    | Nederl. Kon. Gist.- en Spritfabrieken, Delft / 1970 NSS, Katwijk / 1973 Neve Zeeland NB / 1980 Efteling Stoomtrein Maatschappij, Kaatsheuvel-Freizeitpark [Dampfspeicherlok, Umbau in Bn2t]                                           | Efteling Stoomtrein Maatschappij                             | Kaatsheuvel         | Ausstellungsstück / Denkmallokomotive |
|      | Piette & Joseph „Moortje“                     | B n2t              | Orenstein & Koppel       | 2697       | 1907    | Piette & Joseph, Belgien / 19xx Ponts & Chaussées, Tunnels et Trassements, Limburg [B] / 19xx Efteling Stoomtrein Maatschappij, Kaatsheuvel                                                                                           | Efteling Stoomtrein Maatschappij                             | Kaatsheuvel         | Betriebsfähig                         |
|      | Ziegelei Ijsseloord „Aagje“                   | B n2t              | Orenstein & Koppel       | 4930       | 1911    | Wegerif, Amsterdam / 19xx Ziegelei Ijsseloord, Arnhem (1963 vh) / 1968 Efteling Stoomtrein Maatschappij, Kaatsheuvel | Efteling Stoomtrein Maatschappij                             | Kaatsheuvel         | Betriebsfähig                         |
|      | Corn Gips & Zoon 3 'Maaike'                   | B n2t              | Orenstein & Koppel       | 6900       | 1909    | Corn Gips Corn Zoom, Holland, Heferfabrik Delft /19xx Gist- en Spiritusfabriek, Delft "3" /1970 Nederlandse Smalspoor Stichting NSS, Katwijk /1974 van’t Hoff, Pijnacker "MAAIKE" (U-> Bn2t) /10.1995 Rijssens Leemspoor "3" "MAAIKE" | Stichting Rijssens Leemspoor (SRL)                           | Rijssens            | Betriebsfähig                         |
|      | UCB Goor Nr. unbekannt                        | B t                | Orenstein & Koppel       | 1298       | 1904    | O&K Filiale Brüssel / 19xx TSB, Goor / 19xx Museum Buurt Spoorweg, Niederlande | Museum Buurt Spoorweg                                        | Haaksbergen         | unbekannt                             |

## Indonesien: Schmalspur 600
Lok soll in die Niederlande gebracht werden
| Foto | Nummer oder Name | Bauart / Achsfolge | Hersteller       | Fabrik-nr. | Baujahr | Historie                                                         | Eigentümer / Betreiber / Strecke | Standort                                                         | Bemerkungen     |
| ---- | ---------------- | ------------------ | ---------------- | ---------- | ------- | ---------------------------------------------------------------- | -------------------------------- | ---------------------------------------------------------------- | --------------- |
|      | 369              | D t                | Du Croo & Brauns | 369        | 1946    | Palmolieplantage PT Tolan Tiga, te Perlabian, Sumatra, Indonesië | Decauville Spoorweg Museum - DSM | Palmolieplantage PT Tolan Tiga, te Perlabian, Sumatra, Indonesië | [ 249 ] [ 250 ] |